# Apex Mind
Apex Mind ili The Illuminati je izraelski hardcore/hardstyle dvojac, a sastavljaju ga braća Kostia i Vitali Ivanzov.
Kostia i Vitali žive u Izraelu gdje su 2002. započeli sa svojom glazbenom djelatnošću. Dok su vrlo teško radili na stjecanju znanja u studiju, Kostia je nastupao na mnogim hardstyle zabavama diljem države. 2006. su započeli producirati hard dance glazbu s njihovim prvim komercijalnim radom objavljenim u kompilaciji Virus 24 na Danger Hardcore Tracks (Belgija) s remixom pjesme DJ Bassa i DJ Antikillaha.
Od kraja 2006., oni su surađivali mnogo puta s Tersikore Recordsom i sada su nastanjeni producenti u Tesikoreu pod nadimkom Apex Mind. U ožujku 2007. objavili su svoju prvu vinilnu ploču što je bio početak dosljedno drugih izdanih ploča objavljanih u Implosive Recordsu i DJ's United Recordsu. Nakon intenzivnih pregovora s britanskom izdavačkom kućom GBH Records, odlučili su se iskušati odvajanjem stvaranjem novog nadimka s Rush GBHom kao Sons Of Satan. Ovaj tim je već vidio veliki uspjeh s postajama iz nacionalnog radia kao i velike recenzije iz medija širom Europe. 2008. Kostia i Vitali su se pridružili uspješnoj izdavačkoj kući Gunpowder Records koju vodi Gif Phobia i njihovo djelovanje je napravilo veliki korak naprijed.
Ubrzo nakon što je tim iz Hard Kryptic Recordsa/Hard X Musica prepoznalo njihove vještine, stvoreno je još jedno partnerstvo i u umjetničkom i u poslovnom smislu. Nedavno je dvojac doista preuzeo kontrolu nad njihovom glazbom kako bi pokrenuo vlastitu izdavačku kuću DLH (Dark Like Hell) kojeg trenutno nadzire Hard Kryptic Records.